# Les Ogres de Barback et la Fanfare du Belgistan
Albums de Les Ogres de Barback
Terrain vague
(2004) Avril et vous
(2006)
Les Ogres de Barback et la Fanfare du Belgistan est un album du groupe de chanson Les Ogres de Barback. C'est un album live sorti en 2005.

## Titres
| No  | Titre                    | Durée |
| --- | ------------------------ | ----- |
| 1.  | Angélique                | 4:15  |
| 2.  | Accordéons pour les cons | 3:50  |
| 3.  | Solène                   | 5:53  |
| 4.  | Dubrovnic                | 3:32  |
| 5.  | Grand-mère               | 6:49  |
| 6.  | Les Voyageurs            | 6:22  |
| 7.  | Rue Mazarine             | 3:24  |
| 8.  | P'tit chat               | 2:24  |
| 9.  | Petite société           | 4:38  |
| 10. | Salut à vous             | 3:59  |
| 11. | Salut à toi              | 8:11  |
| 12. | Pom pom pom              | 7:18  |
| 13. | Monde en or              | 5:16  |
| 14. | Même pas mal             | 6:40  |

## Remarques
Sur ce disque, la chanson Pom Pom Pom est une instrumentale inédite, et la chanson Dubrovnic est un morceau composé par la Fanfare du Belgistan.